# Latécoère 225
Le Latécoère 225 est un ULM monoplace inhabituel, amphibie, avec une aile en flèche, un canard, et une hélice propulsive. Il vola pour la première fois en 1984, mais n'a pas été mis en production.

## Conception et développement
Latécoère était avant la Seconde Guerre mondiale un constructeur d'avions prolifique, particulièrement connu pour les grands hydravions. Après-guerre, ils ont produit de nombreux projets, mais aucun nouveau modèle n'avait été construit et piloté depuis près de 40 ans. Vers le milieu des années 1950, ils s'étaient diversifiés, produisant une large gamme de produits techniques, la plupart avec leur propre numéro de type Latécoère. Certains de ces numéros dupliquaient ceux des avions produits auparavant, par exemple le Latécoère 300 était un hydravion à coque du début des années 1930, et un disjoncteur haute tension dans les années 1960. Une seule diversification produisit un avion ; l'ULM Latécoère 225 ultraléger, qui partageait en 1984 sa dénomination avec un projet de bombardier quadrimoteur de la fin de la guerre.
Le Latécoère 225, ou Latécoère Laté 225 est un appareil insolite de beaucoup de points de vue. D'une faible puissance, cet ULM amphibie monoplace à aile en flèche, avec un canard, à configuration propulsive, conçu en 1983, apparut aux meetings de Hanovre et Cannes de 1984. Le premier vol suivit en juillet.
La cellule de base du Laté 225 est de construction composite. Son aile à corde constante est inclinée à 13° et il y a de longues aiguilles sur les extrémités des ailes, arrondis à l'avant mais augmentant en profondeur et avec un bord de fuite vertical qui se projette à l'arrière de l'aile. Le bord de fuite inférieur de ces ailettes est articulé en diagonale pour assurer le contrôle du roulis. L'aile est montée sur une rampe qui comprend le moteur poussoir à son extrémité arrière et s'étend vers l'avant au-delà du nez, où elle porte un canard rectangulaire sans flèche. Il y a un ascenseur pour le contrôle du pitch.
Le côté plat du fuselage en gousse est relié à la partie inférieure de la rampe, avec une cabine monoplace vitrée formant le nez émoussé. Un gouvernail à l'arrière fournit la commande de roulis. Une seule jambe de soutien de chaque côté des croisillons relie l'aile à la moitié inférieure du fuselage. Le dessous de la nacelle est formé d'une seule coque, équipée d'un gouvernail d'eau. Le Laté 225 a un train d'atterrissage tricycle ; la roue avant se rétracte de façon conventionnelle, mais les roues principales, logées dans les carénages et le fuselage monté sur jambes cantilever, se rabattent vers le haut pour les atterrissages sur l'eau, où ils agissent comme des stabilisateurs latéraux.
Le Laté 225 a été initialement alimenté par un moteur deux-temps flat-twin de 18 kW (24 ch), vite remplacé par un KFM 107er de  20 kW (30 ch),. Il a subi des tests au début de 1985, mais sa carrière a été soit très courte, soit (le plus souvent) non signalée. La conception fut par la suite acquise par SERLAG, qui la renomma le SERLAG 225EX.

## Avion exposé
Le prototype Latécoère 225 F-WZLM, rebaptisé le SERLAG 225EX, est exposé au Musée historique de l'hydraviation à Biscarrosse, une ancienne base marine de Latécoère.

## Spécifications
Données de Ultralight and Microlight Aircraft of the World, Jane's All the World's Aircraft 1985/6
Caractéristiques générales
- Équipage : 1
- Longueur : 4,95 m
- Envergure : 8,03 m (Canard = 2,90 m)
- Hauteur : 2,15 m
- Surface alaire : 11,85 m2 (aile seule; le canard fait 1,85 m2)
- Masse à vide : 127 kg
- Charge utile : réservoir de 23 L
- Masse maximale au décollage : 258 kg
- Moteur : 1   moteur deux-temps bicylindre à plat à refroidissement à air JPX PUL 425 de 18 kW (24 ch)  à 4 500 tr/min

 Performances 
- Vitesse maximale : 120 km/h
- Vitesse de croisière : 85 km/h
- Vitesse de décrochage : 45 km/h
- Vitesse ascensionnelle : 2,7 m/s  (maximum au niveau de la mer)
- Charge alaire : 18,8 kg/m2
- Rapport poids-puissance : 6.9 W/kg maximum at MTOW
- distance de décollage sur gazon: 80 m
- distance de décollage sur l'eau: 150 m